# Kubisk atommodel
Den kubiske atommodel er en tidlig atommodel, hvor elektronerne er placeret i de otte hjørner af en kube i et ikke-polært atom eller molekyle. Denne teori blev udviklet i 1902 af Gilbert N. Lewis og blev udgivet i 1916 i artiklen "The Atom and the Molecule". Den redegjode for fænomenet valens.  
Lewis' teori var baseret på Abeggs regel. Den blev yderligere udviklet i 1919 af Irving Langmuir som det kubiske oktet-atom. Figuren nedenfor viser den strukturelle repræsentation af grundstofferne i anden række af det periodiske system.
Den kubiske atommodel hurtigt blevet opgivet til fordel for en kvantemekanik-baseret model med Schrödingers ligning og er i dag primært af historisk interesse, da den repræsenterede et vigtigt trin mod forståelsen af kemisk bindinger. I artiklen fra 1916 introduceredes også konceptet med elektronpar i kovalente bindinger, oktetreglen, og det som nu hedder Lewisstrukturen.